# Conchidium nanum
Conchidium nanum är en orkidéart som först beskrevs av Achille Richard, och fick sitt nu gällande namn av Friedrich Gustav Brieger. Conchidium nanum ingår i släktet Conchidium, och familjen orkidéer. Inga underarter finns listade i Catalogue of Life.